# Wladimir Wassiljewitsch Massorin

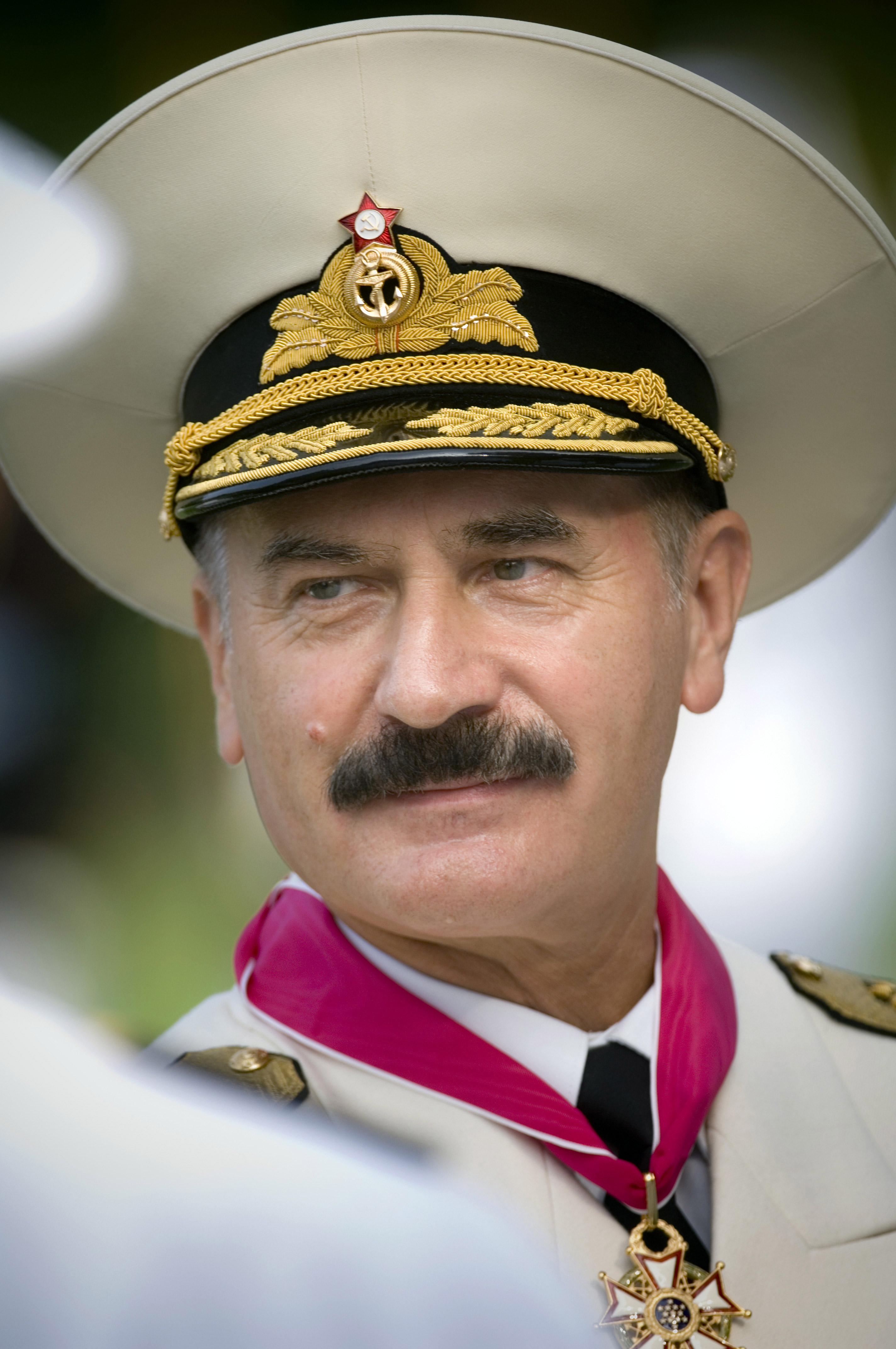
Wladimir Massorin (2007)

Wladimir Wassiljewitsch Massorin (russisch Владимир Васильевич Масорин; * 24. August 1947 im Dorf Popowka, nahe Bely) ist ein russischer Flottenadmiral. Er war Oberkommandierender der russischen Seekriegsflotte.

## Leben
Nach der Geburt Massorins zog die Familie nach Bely und er besuchte dort die Mittelschule. 1965 begann er den Dienst in der sowjetischen Marine an der Schwarzmeer-Seeoffiziershochschule P.S. Nachimow, absolvierte sie 1970 und wurde Gefechtsabschnittskommandeur der Artillerie (GA-2) auf dem Großen U-Bootabwehrschiff Smyschlenny der Nordflotte. Nach Absolvieren von Höheren Speziallehrgängen für Offiziere wurde er 1. Offizier des Großen Raketenschiffes Ognewoj und kommandierte 1979 das Große U-Bootabwehrschiff Bojki. Im November 1980 wurde er Kommandant des Zerstörers Otschajanny.
Er übernahm 1983 den Posten des Stabschefs und stellvertretenden Kommandeurs der 56. Zerstörerbrigade der Nordflotte und wurde 1987 Kommandeur der Brigade, nachdem er 1986 die Seekriegsakademie erfolgreich abgeschlossen hatte. Im Januar 1989 wurde er Stabschef und stellvertretender Kommandeur des 7. operativen Geschwaders der Nordflotte. 1993 absolvierte er die Militärakademie des Generalstabs und wurde 1996, inzwischen zum Konteradmiral befördert, Kommandeur der Kaspischen Flottille. Nach der Übernahme der Führungsverantwortung für die Schwarzmeerflotte am 9. Oktober 2002 und der Beförderung zum Admiral am 12. Dezember 2003, wurde er vom 15. Februar bis 4. September 2005 Chef des Hauptstabes sowie 1. Stellvertreter des Oberkommandierenden der russischen Marine. Vom 4. September 2005 bis 13. September 2007 stand er als Oberkommandierender der russischen Marine vor und wurde 2006 zum Flottenadmiral befördert.
Massorin unterstützte die Zunahme der russischen Flottenpräsenz im Mittelmeer, die Modernisierung der Flotte und die Erhöhung der Kampfbereitschaft der flottengestützten strategischen Raketenkräfte. Am 13. September 2007 wurde Massorin fristlos von Präsident Wladimir Putin entlassen. Als Grund wurde von den Medien die Entgegennahme einer Auszeichnung in den USA genannt, der aber vom Verteidigungsministerium dementiert wurde.
Massorin war Berater des russischen Verteidigungsministeriums. Er ist verheiratet und hat zwei Söhne.

## Auszeichnungen
- Orden des Roten Banners der Arbeit
- Orden „Für den Dienst am Vaterland in den Streitkräften der UdSSR“ 3. Klasse
- Orden für militärische Verdienste
- weitere Medaillen
- Abzeichen des russischen Außenministeriums „Für den Beitrag zur internationalen Zusammenarbeit“
- Legion of Merit der Klasse „Commander“ (2007)